# Economia Nepalului
Economia Nepalului este caracterizată printr-un procent ridicat al populației (circa 80 %), care se ocupă cu agricultura, ceea ce este caracteristic țărilor în curs de dezvoltare. 
Venitul național pe cap de locuitor este de 208 euro, valoare care indică un nivelul de trai relativ ridicat în comparație cu alte țări în curs de dezvoltare. Cu toate că majoritatea populației lucrează, acesteia îi revine numai 41 % din produsul social brut. Se cultivă mai ales orez (peste 55 % din suprafața arabilă), iar în rest cartofi, porumb și alte cereale. 80 % din produsele de export sunt produse agricole. Suprafața agricolă se reduce ca suprafață de la an la an, prin acțiunile musonului, respectiv a defrișărilor iraționale a pădurilor, care determină o eroziune intensă. Cu toate acestea producția agricolă încă nu este periclitată prin existența terenurilor întinse nefolosite.
Numai 17 % din populația nepaleză este activă în industrie unde se produce 22 % din produsul social brut. Aceasta este influențată de o infrastructură proastă și incidența mare a catastrofelor naturale. Conducerea țării este în faza de început a reformelor pentru atragerea investorilor străini. 
Turismul aduce circa 50 milioane de euro anual ceea ce reprezintă 30 % din valută. Din cei peste 28 de milioane de locuitori ai Nepalului, 40 % din aceștia trăiesc în sărăcie, având un venit de 18 euro lunar, în raport cu rata ridicată de creștere a numărului populației, rata inflației este mare (2,1 %). Densitatea populației este de 1.500 de loc./Km2 în Katmandu, pe când în munți este de 25 de loc./Km2. Singurul aeroport internațional se află în Katmandu.